# Černý potok (přítok Radbuzy)
Černý potok, nazývaný také Čerchovka, je pravostranný přítok řeky Radbuzy v okrese Domažlice v Plzeňském kraji. Délka toku činí 28,3 km. Plocha povodí měří 170,7 km².

## Průběh toku
Potok pramení v Českém lese na svahu Černovrší (793 m n. m.), severně od Čerchova (1042 m n. m.), v nadmořské výšce okolo 790 m. V pramenné oblasti směřuje krátce na východ. Poté se obrací na sever až severovýchod. Zhruba na 26 říčním kilometru se stáčí opět na východ a po dalším kilometru opouští souvisle zalesněné území. Zde napájí rybník U Mlýnečku, pod nímž protéká obcí Pec, kde se obloukem obrací na severovýchod. Přibližně na 23 říčním kilometru opouští území CHKO Český les. Jižně od Trhanova přijímá zprava Bystřici, na jejímž toku se nachází soustava rybníků, které se nazývají Babylonský rybník, Černý rybník, Šnajberský rybník a Velký rybník. V Trhanově zadržuje vody potoka Kamenný rybník, pod nímž Černý potok protéká pod silnicí II/195. Dále tok pokračuje na sever. Přibližně na 18 říčním kilometru podtéká silnici II/189. Jižně od Pařezova teče při okraji přírodní rezervace Postřekovské rybníky. V tomto úseku přijímá zleva Klenečský potok. U Pařezova přibírá další levostranný přítok, který nese označení Mlýnecký potok. Mezi jedenáctým a dvanáctým říčním kilometrem protéká obcí Otov, východně od níž se nalézá na Červeném vrchu (498 m n. m.) stejnojmenná přírodní památka. Severně od výše zmíněné obce přijímá zleva Vlkanovský potok. Mezi Otovem a Ohnišťovicemi teče potok při západním úpatí zalesněného Větrného vrchu (468 m n. m.) a o něco níže po proudu ve druhé zmíněné vsi napájí prostřednictvím náhonu Ohnišťovický rybník. Severně od Ohnišťovic, mezi osmým a devátým říčním kilometrem, se potok obrací na východ. Na 7,4 říčním kilometru přijímá zleva přítok Pivoňku a odtud dále meandruje mezi poli a loukami k Meclovu, kde protéká pod silnicí II/196. Pod Meclovem směřuje na severovýchod k Horšovskému Týnu. V tomto úseku protéká Mašovicemi a Svatou Annou, mezi nimiž přibírá zprava Mračnický potok. Do Radbuzy se vlévá západně od Horšovského Týna na 66,9 říčním kilometru v nadmořské výšce 372 m.

### Větší přítoky
- Bystřice, zprava, ř. km 21,5
- Klenečský potok, zleva, ř. km 15,0
- Mlýnecký potok, zleva, ř. km 13,3
- Vlkanovský potok, zleva, ř. km 10,4
- Pivoňka, zleva, ř. km 7,4
- Mračnický potok, zprava, ř. km 1,7

## Vodní režim
Průměrný průtok Černého potoka u ústí činí 1,02 m³/s.